# Rudolf Fußi
Rudolf „Rudi“ Fußi (* 10. Juli 1978 in Fohnsdorf) ist ein österreichischer PR-Berater, Moderator, Unternehmer, politischer Aktivist und Kabarettist. Er wollte für den Parteivorsitz der SPÖ kandidieren, erreichte aber nicht die nötige Anzahl an Unterschriften.

## Politik und Bewerbung um SPÖ-Parteivorsitz
Seine ersten politischen Erfahrungen sammelte Fußi bei der Jungen ÖVP, aus der er aber 1998 austrat. Danach engagierte er sich zunächst bei der liberalen FPÖ-Abspaltung Die Demokraten, die mit Richard Lugners Partei Die Unabhängigen eine Wahlplattform gebildet hatten. Als Parteivorsitzender der Demokraten initiierte er 2002 das „Volksbegehren gegen Abfangjäger“. Es erhielt 624.807 Unterschriften (10,7 Prozent der Wahlberechtigten), die Eurofighter wurden dennoch angeschafft. Nach dem Misserfolg bei den Nationalratswahlen 2002 (0,05 Prozent) löste sich die Partei de facto auf beziehungsweise ist seitdem nicht mehr aktiv.
Im März 2003 trat Rudolf Fußi der SPÖ bei. 2006 organisierte er für die Partei mit „Fairness-TV“ den Bewegtbild-Teil des Wahlkampfes für die Nationalratswahl 2006. Nachdem Alfred Gusenbauer 2008 von Werner Faymann als Parteichef abgelöst worden war, entfernte sich Fußi mehr und mehr von der Parteispitze. Anfang 2010 begründete er die Initiative „SPÖ-Linke“, die unter anderen von Ex-Sozialminister Erwin Buchinger unterstützt wurde und von der Parteiführung ein deutlicheres Eintreten für linke Positionen und ein Ende der „Großen Koalition“ forderte.
Im Februar 2012 erklärte er in einem öffentlichen Brief seinen Austritt aus der SPÖ und kritisierte darin Politik und Führungsstil Faymanns sowie der Bundesgeschäftsführerin Laura Rudas scharf.
Veranlasst durch die Mitgliederbefragung zum Parteivorsitz, wurde Fußi im März 2023 wieder Mitglied der SPÖ.
Am 9. Oktober 2024 gab Fußi an, um den SPÖ-Parteivorsitz kandidieren zu wollen. Hierzu wolle er Unterschriften im Umfang von 10 Prozent der Mitglieder der SPÖ sammeln, um nach deren Parteienstatut einen außerordentlichen Parteitag einzuberufen und eine solche Abstimmung zu initiieren. Am 6. Jänner 2025 informierte Fußi auf der Kommunikationsplattform X, dass er dem Bundesparteivorstand seine Bereitschaft mitgeteilt habe, „die Ampelregierung binnen 14 Tagen Realität werden zu lassen. Die Wette gilt“. Der PR-Unternehmer erhielt nicht die notwendigen Unterstützungserklärungen, obwohl er zwei Wochen zuvor behauptet hatte, bereits 46.000 Unterschriften, also von rund einem Drittel der Mitglieder, zu haben. Bei einer Pressekonferenz am 7. Jänner 2025 teilte er mit, dass er sich nun aus der Politik wieder zurückziehen wird.

## Öffentlichkeitsarbeit
Beruflich war Fußi von 2006 bis 2009 CEO des börsennotierten Internet-TV-Dienstleisters webfreetv.com, 2010 dann PR-Chef des österreichischen Hedgefonds Superfund und Berater des Gründers und Eigentümers Christian Baha.
Danach wurde er „Kommunikations- und PR-Chef für Zentral- und Osteuropa“ des schwedischen Konzerns Electrolux. 2012 gründete er mit zwei Partnern die auf Unternehmens- und politische Kommunikation spezialisierte PR-Agentur Mindworker Kommunikationsagentur, deren Geschäftsführer er ist. Im Oktober 2012 übernahm die Agentur, medial vielbeachtet, die Beratung des Teams Stronach, wobei sich Fußi auch inhaltlich in die Partei eingebracht haben dürfte, die Zusammenarbeit wurde jedoch größtenteils im April 2013 wieder beendet. 

## Silberstein-Affäre
Während der Nationalratswahl 2017 war Fußi Redenschreiber und Berater des SPÖ-Bundeskanzlers Christian Kern.
Am 6. Oktober 2017 wurde bekannt, dass Fußi während der Silberstein-Affäre eine Ex-Mitarbeiterin von Tal Silberstein, die für diesen in der SPÖ-Zentrale Übersetzungen durchführte, über WhatsApp unter Druck gesetzt hatte. Fußi verdächtigte sie, internen E-Mail-Verkehr nach außen gespielt zu haben, und drohte ihr: „Sie [die SPÖ, Anm.] haben deine Telefonprotokolle. Und klagen dir den Arsch weg. Anna, beweg dich. Sie werden nie eine Ruhe geben […] Du kommst da auch nimmer raus. Du bist die Einzige, die alle Mails bekommen hat. Glaub mir, so ein Leben willst nicht führen. Oder glaubst du, die Partei lässt dich in Ruhe, wenn du sie versenkst?“ Die ehemalige Mitarbeiterin gab die Nachrichten an die Kronen Zeitung weiter, die sie veröffentlichte. Von Seiten der SPÖ distanzierte man sich davon und verurteilte die Vorgangsweise in einer Aussendung.

## Fernsehsendung, Kabarett
Ab Ende Mai 2017 moderierte Fußi die Talkshow Fußi will streiten auf dem Sender Puls 4.
Auf oe24 lief das Format Fellner! Live: Rudi Fußi vs. Gerald Grosz, wo Fußi regelmäßig mit dem Rechtspopulisten Gerald Grosz diskutierte. Moderiert wurde die Show von Wolfgang Fellner.
Gemeinsam mit Gerald Fleischhacker entwickelte er das Programm Rudi Fußi – Jetzt rede ich! Ein Politikberater packt aus.
Seit 27. Februar 2020 moderiert er die wöchentliche satirische Late-Night-Talkshow Bussi Fussi auf Puls 24. Aufgrund der wirtschaftlichen Situation, ausgelöst durch die Corona-Krise (Kurzarbeit, Budgetkürzungen), sah sich Puls 24 nicht in der Lage, die Sendung vor Herbst 2020 weiter auszustrahlen.
Von 21. Mai 2020 bis 2. Dezember 2021 wurde daher die Talkshow Bussi Fussi – Das Leben ist kein Ponyhof selbst produziert und ist direkt über YouTube abrufbar.

## Privates
Rudolf Fußi ist homosexuell. Er gab in einer Rede zur Bewerbung um den SPÖ-Parteivorsitz an: „Als ich draufgekommen bin, dass ich homosexuell war, konnte die Volkspartei nicht mehr meine politische Heimat sein.“ Im Zuge seiner Kampagne, SPÖ-Parteivorsitzender zu werden, teilte er später mit, sich gerade von seinem Ehemann scheiden zu lassen.